# McDonald Bailey
Emmanuel McDonald Bailey (Hardbargin, 8 dicembre 1920 – Port of Spain, 4 dicembre 2013) è stato un velocista britannico.

## Palmarès
- Giochi olimpici

Helsinki 1952: bronzo nei 100 metri piani.